# Zygiella
Zygiella es un género de arañas araneomorfas de la familia Araneidae distribuidas por todo el mundo excepto en Australia, Oceanía y zonas polares.

## Especies
- Zygiella atrica (C. L. Koch, 1845)  (Europa, Rusia (EE. UU., Canadá, introducida))
- Zygiella calyptrata (Workman & Workman, 1894) (China, Birmania, Malasia)
- Zygiella indica Tikader & Bal, 1980 (India)
- Zygiella keyserlingi (Ausserer, 1871) (Sudeste de Europa)
- Zygiella kirgisica Bakhvalov, 1974 (Kirguistán)
- Zygiella minima Schmidt, 1968 (Islas Canarias)
- Zygiella nearctica Gertsch, 1964 (Alaska, Canadá, EEUU)
- Zygiella poriensis Levy, 1987 (Israel)
- Zygiella pulcherrima (Zawadsky, 1902) (Rusia)
- Zygiella shivui Patel & Reddy, 1990 (India)
- Zygiella x-notata (Clerck, 1757) (Holártico, Neotropical)
  - Zygiella x-notata chelata (Franganillo, 1909) (Portugal)
  - Zygiella x-notata percechelata (Franganillo, 1909) (Portugal)